# Лебедев, Андрей Владимирович (белорусский футболист)
Андре́й Влади́мирович Ле́бедев (бел. Андрэй Уладзіміравіч Лебедзеў; род. 1 февраля 1991, Витебск) — белорусский футболист, защитник клуба «Нафтан».

## Карьера

### Клубная
Начал играть в футбол в девять лет, воспитанник витебской ДЮСШ, во взрослой команде города дебютировал в 2008 году.
21 января 2010 года подписал контракт с венским «Рапидом». В начале сезона 2011/12 был отдан в полугодичную аренду в клуб Первой лиги «Лустенау 07». Сезон 2012/13 провёл в аренде в клубе первой лиги «Виенна». В конце сезона перешёл в «Фёрст» на полноценный контракт.
В марте 2015 года подписал контракт с новополоцким «Нафтаном», где стал играть в опорной зоне, преимущественно выходя на замену. В январе 2016 покинул Новополоцк.
После ухода из «Нафтана» находился на просмотре в минском «Динамо», но не подошёл. В результате вернулся в «Витебск» и в феврале подписал контракт. В начале сезона выходил на замену, однако вскоре закрепился в основном составе. В октябре получил травму, из-за которой до конца сезона вновь только выходил на замену.
В начале декабря 2016 года перешёл в брестское «Динамо», в котором играл под пятым номером. 28 мая 2017 года выиграл с клубом Кубок Беларуси в финале у солигорского «Шахтёра», забив один из послематчевых пенальти (1:1, 10:9). В чемпионате команда заняла 4 место, лучшее за последние 25 лет, и впервые получила путёвку в Лигу Европы. Лебедев сыграл 26 матчей в чемпионате и был капитаном в июле в матчах квалификации Лиги Европы с австрийским «Альтахом» (1:1, 0-:). В конце года главным тренером стал Сергей Ковальчук, и Лебедев стал реже попадать в основу. По результатам сезона 2017 года болельщики признали лучшим защитником команды. В марте и мае 2018 года «Динамо» дважды выиграло у БАТЭ Суперкубок Беларуси и Кубок Беларуси, но в финалах Лебедев был в запасе. 13 июля 2018 года расторг контракт с клубом по соглашению сторон.
25 июля 2018 года подписал контракт с казахстанским клубом «Жетысу». 13 ноября 2019 года срок контракта с «Жетысу» истёк. Сначала мог перейти в «Шахтёр» из Караганды, но затем вернулся в Витебск и, наконец, 23 февраля 2020 года заключил новый контракт с «Жетысу». Появлялся на поле редко, зачастую оставался на скамейке запасных.
В январе 2021 года подписал контракт с «Витебском». Закрепился в стартовом составе команды. В январе 2022 года продлил соглашение с клубом. В июле 2022 года покинул клуб, расторгнув контракт по соглашению сторон.
В августе 2022 года стал игроком столичного «Минска». Дебютировал за клуб 7 августа 2022 года  в матче против минского «Динамо». Затем сразу же закрепился в основной команде горожан, став одним из ключевых игроков. В декабре 2022 года покинул клуб по истечении срока действия контракта.

### В сборной
Выступал за молодёжную сборную Беларуси.

## Достижения
«Динамо» (Брест)
- Кубок Беларуси по футболу (2): 2017, 2018
- Суперкубок Беларуси по футболу 2018